# Freidoune Sahebjam
Freidoune Sahebjam (pers. فریدون صاحب جمع, Ferejdun Sahebdżam; ur. 4 lutego 1933 w Nicei, zm. 26 marca 2008 w Neuilly-sur-Seine) − francuski pisarz i dziennikarz pochodzenia irańskiego.

## Życiorys
Sahebjam zdobył światową sławę w 1990, wydając powieść La Femme Lapidée, opowiadającą historię życia Sorajji Manuczehri, kobiety ukamienowanej w irańskiej miejscowości Kuhpaje. Adaptacja filmowa książki powstała w 2008 − Ukamienowanie Sorayi M..
Sahebjam pracował dla francuskich czasopism: Le Monde i Le Télégramme. Był jednym z pierwszych dziennikarzy, który informował o zbrodniach Islamskiej Republiki Iranu na wyznawcach bahaizmu oraz procederze powoływania do armii dzieci w czasie wojny iracko-irańskiej.

## Dzieła literackie
- L'Iran des Pahlavis, 1966
- Mohamad Reza Pahlavi, shah d'Iran; sa vie, trente ans de règne (1941-1971), 1971
- Hussein de Jordanie, 1975
- L'Iran vers l'an 2000, 1977
- Au Nom de Dieu, Clément et Misécordieux, 1983
- Je n'ai plus de larmes pour pleurer (wraz z Rezą Behrouzi), 1985 ISBN 2-246-35631-8
- La Femme lapidée, Bernard Grasset, 1990 ISBN 2-7242-6363-4
- Un procès sans appel, 1992 ISBN 2-246-45441-7
- Le vieux de la montagne, 1995 ISBN 2-246-47921-5
- Morte parmi les vivants: Une tragédie afghane, 2003 ISBN 2-246-63711-2
- Le Dernier Eunuque, 2004 ISBN 2-86645-560-6
- Princesse Persane, 2005 ISBN 2-86645-588-6
- Reviens Mahomet, ils sont devenus fous: Chroniques de la barbarie islamique ordinaire, 2007 ISBN 2-246-71791-4